# Robert Hermann Pfauter
Robert Hermann Pfauter (* 30. Januar 1854 in Göltzschen bei Leipzig; † 14. Oktober 1914 in Chemnitz) war ein deutscher Konstrukteur und Unternehmer in der Maschinenbau-Industrie.

## Leben

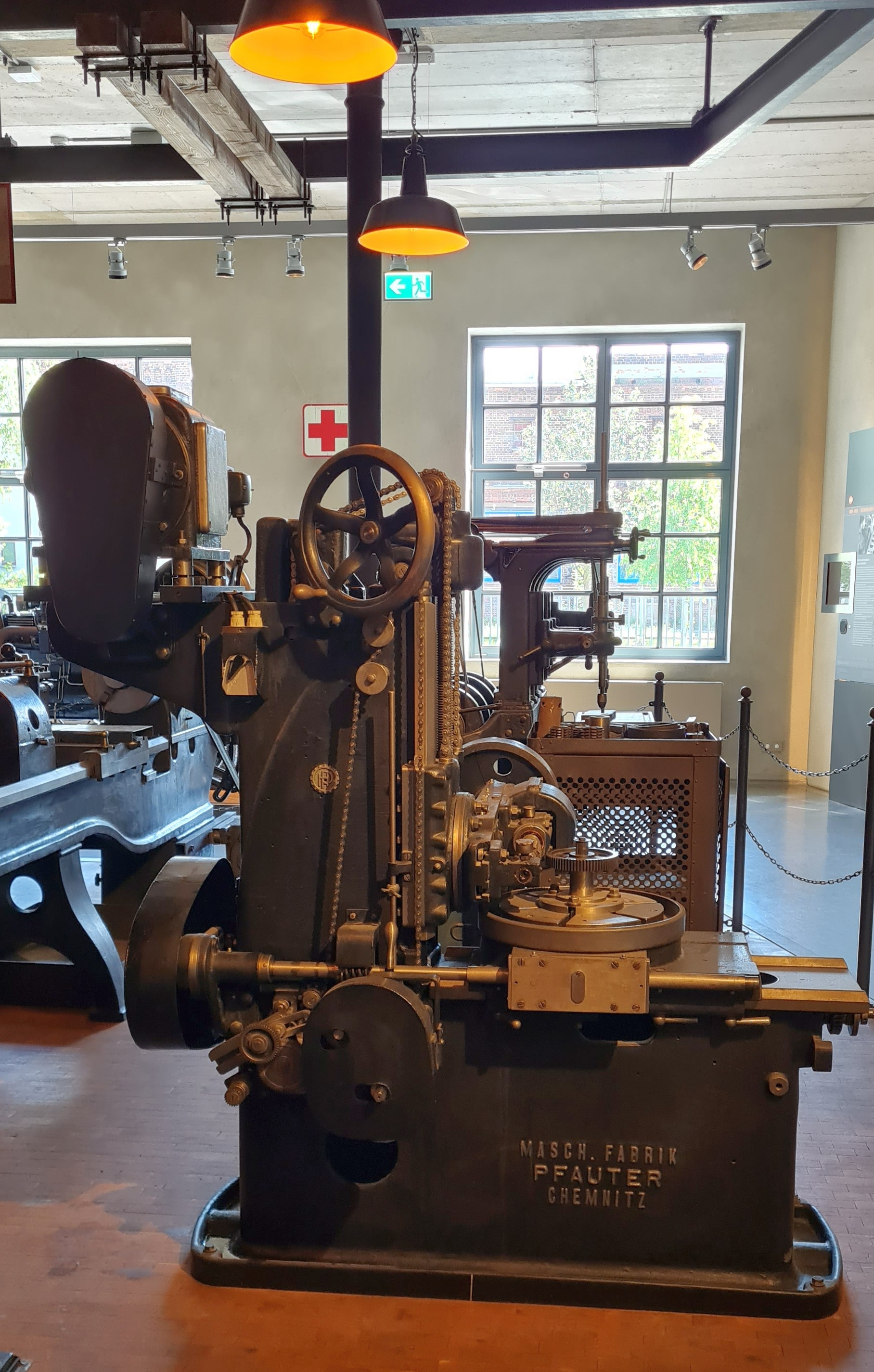
Maschine der Maschinenfabrik Pfauter

Pfauter war der Sohn eines Landwirts und machte eine Schlosser-Lehre. Ab 1872 arbeitete er in den Maschinenfabriken von Johann Zimmermann und Richard Hartmann in Chemnitz. 1887 machte der Maschinenfabrikant Julius Eduard Reinecker ihn zu seinem Chefkonstrukteur, bei dieser Tätigkeit lernte Pfauter die Abwälzfräsmaschinen kennen. 1895 ernannte Stanislaw Biernatzki ihn zum Direktor seines neuen Chemnitzer Produktionszweigs für Präzisions-Fräsmaschinen, wo er in den folgenden zwei Jahren die Stirnrad-Fräsmaschine entwickelte.
1897 heiratete er Clara Marie geb. Colditz (1875–1960), mit der er sieben Söhne hatte.
Nachdem ihm im Juli 1900 das Reichspatent Nr. 112082 („Verfahren und Maschine zum Fräsen von Schraubenrädern mittels Schneckenfräser“) erteilt worden war, gründete er zu Heiligabend 1900 in Chemnitz seine eigenes Unternehmen. Die Gewinnerwartung seines ersten Teilhabers und ein Bankkonkurs erzwangen nach einem Jahr die Liquidation. Mit Hilfe eines Maschinengroßhändlers wurde ein Neuanfang organisiert. Er integrierte ein Differentialgetriebe im Getriebezug zwischen Werkstücktisch und Frässpindel, wodurch der fehleranfällige Teilvorgang entfiel. 1905/1906 bezog er die ehemalige Eisengießerei Franke an der Einsiedler Straße. Bis zu seinem Tod baute er mit bis zu 300 Beschäftigten 2000 Maschinen, die überwiegend in die USA exportiert wurden.

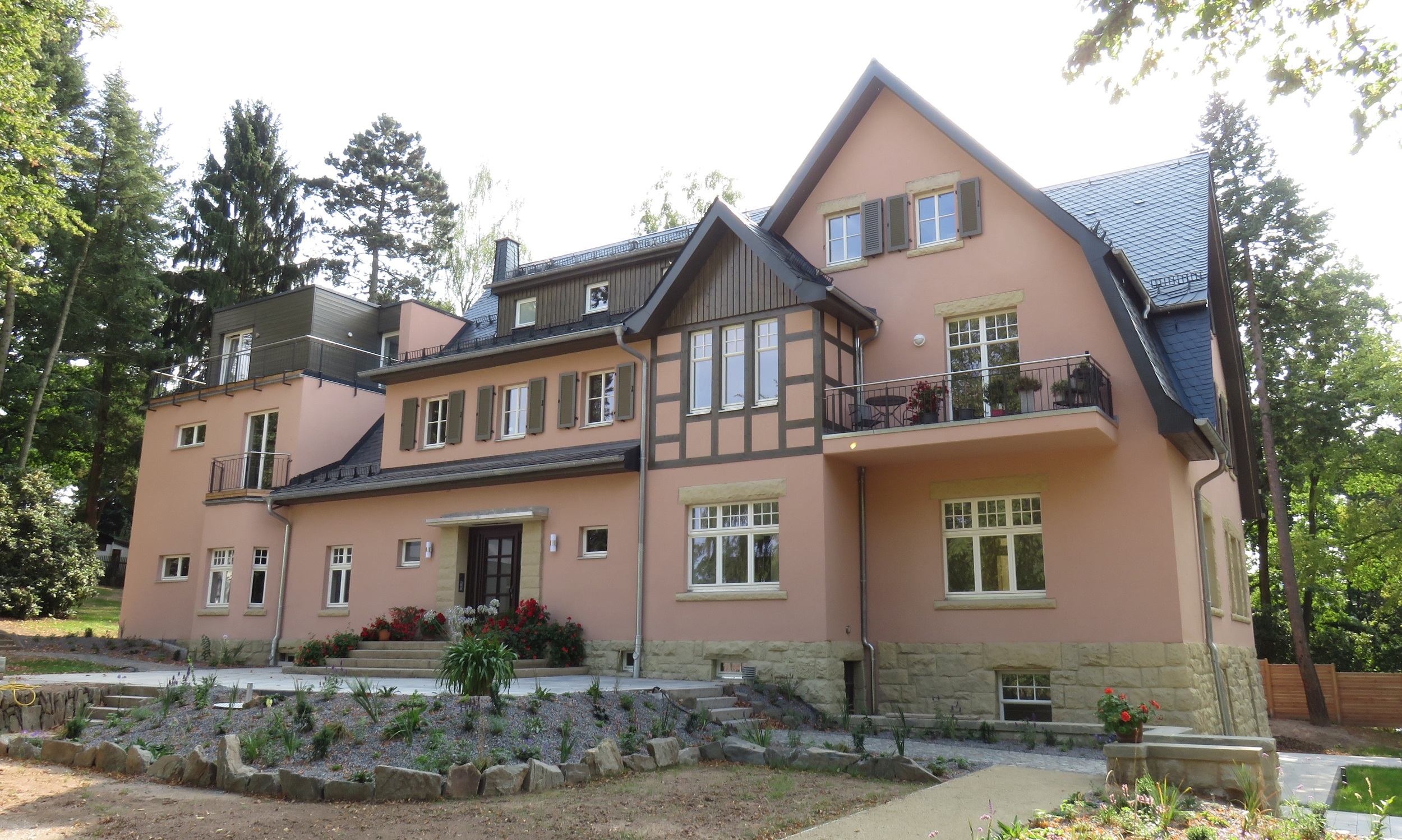
Pfauters Villa an der Annaberger Straße in Chemnitz-Altchemnitz (2016)

Seine von dem Chemnitzer Architekten Erich Basarke geplante Villa an der Annaberger Straße wurde erst kurz vor seinem plötzlichen Tod fertiggestellt. Seine Söhne erweiterten das Produktionsprogramm. Nach der Enteignung der Chemnitzer Fabrikanlagen wurde das Unternehmen 1946 zunächst in Rüsselsheim und dann in Ludwigsburg wieder aufgebaut.